# Vilanòva la Comtal
Vilanòva la Comptal (en francès Villeneuve-la-Comptal) és un municipi del departament de l'Aude a la regió francesa d'Occitània.